# Valezan
Valezan est une ancienne commune française située dans le département de la Savoie en région Auvergne-Rhône-Alpes.
Elle fusionne le 1er janvier 2016 avec les communes de Bellentre, de La Côte-d'Aime et de Mâcot-la-Plagne pour former la commune nouvelle de La Plagne Tarentaise.

## Géographie
Valezan est un petit village de montagne dans la vallée de la Tarentaise en Savoie, tranquille et accueillant, authentique, à l'architecture traditionnelle, dont l'activité principale est l'agriculture.
Exposé au sud à 1 200 m d'altitude sur le dôme de Vaugelaz, à 10 min d'Aime et à 15 min de Bourg-Saint-Maurice par la route, Valezan donne sur la vallée de la Tarentaise, du col du Petit-Saint-Bernard à l'est au col de la Madeleine à l'ouest.
Valezan est également située sur le trajet de l'itinéraire de Grande randonnée GR5 et les itinéraires du « Chemin du baroque ».

## Toponymie
En francoprovençal, le nom de la commune s'écrit Valzan, selon la graphie de Conflans.

## Histoire
L'arrêté préfectoral du 10 novembre 2015 officialise, avec effet au 1er janvier 2016, la création de la commune dite "La Plagne Tarentaise" en lieu et place des communes de Bellentre, La Côte d'Aime, Mâcot et Valezan. Depuis le 1er janvier 2016, Pierre Gonthier est le Maire délégué de la commune déléguée de Valezan. Véronique Gensac et Bernard Hanrard sont adjoints au Maire dans la commune nouvelle de La Plagne Tarentaise.

## Politique et administration
| Période      | Période                | Identité         | Étiquette | Qualité |
| ------------ | ---------------------- | ---------------- | --------- | --- |
| avant 1981   | 1983                   | Louis Chenu      |           | |
| mars 1983    | mars 2001              | Dominique Buthod | SE        | - Banquier (Était le plus jeune maire de France lors de sa première élection en mars 1983) |
| mars 2001    | juillet 2003           | Albert Lemoullec | SE        | - Retraité (Ancien combattant et victime de guerre) Démissionne de son mandat de maire en juillet 2003 pour raisons de santé |
| juillet 2003 | février 2016           | Véronique Gensac | SE        | - Maire déléguée de Valezan à partir du 1er janvier 2016 (démissionnaire) - Professeur de philosophie au lycée polyvalent Ambroise Croizat de Moûtiers |
| février 2016 | mai 2020               | Pierre Gonthier  | SE        | - Maire délégué de Valezan, Président de l’O.T.G.P (Office du Tourisme de La Grande-Plagne) - Administrateur de la S.A.P (Société d’Aménagement de La Plagne) - Retraité de la Compagnie des Alpes - Ancien Président du Directoire de la Société d’Exploitation de la Liaison Les Arcs-La Plagne Vanoise Express Paradiski |
| mai 2020     | En cours (au mai 2020) | Bernard Hanrard  | SE        | - Maire délégué de Valezan, Maire-Adjoint chargé des Sentiers et de la Randonnée vélo de La Plagne Tarentaise - Retraité de l’Armée de terre, ancien sous-officier au 7e bataillon de chasseurs alpins - Ancien directeur d’ESF à La Plagne                                                                                 |

## Démographie
L'évolution du nombre d'habitants est connue à travers les recensements de la population effectués dans la commune depuis 1793. À partir du 1er janvier 2009, les populations légales des communes sont publiées annuellement dans le cadre d'un recensement qui repose désormais sur une collecte d'information annuelle, concernant successivement tous les territoires communaux au cours d'une période de cinq ans. 
Pour les communes de moins de 10 000 habitants, une enquête de recensement portant sur toute la population est réalisée tous les cinq ans, les populations légales des années intermédiaires étant quant à elles estimées par interpolation ou extrapolation. Pour la commune, le premier recensement exhaustif entrant dans le cadre du nouveau dispositif a été réalisé en 2006,.
En 2013, la commune comptait 233 habitants, en évolution de +32,39 % par rapport à 2008 (Savoie : +3,87 %, France hors Mayotte : +2,49 %).
| 1793 | 1800 | 1806 | 1822 | 1838 | 1848 | 1858 | 1861 | 1866 |
| ---- | ---- | ---- | ---- | ---- | ---- | ---- | ---- | ---- |
| 473  | 352  | 460  | 493  | 488  | 466  | 424  | 416  | 431  |

| 1872 | 1876 | 1881 | 1886 | 1891 | 1896 | 1901 | 1906 | 1911 |
| ---- | ---- | ---- | ---- | ---- | ---- | ---- | ---- | ---- |
| 409  | 386  | 384  | 385  | 405  | 375  | 366  | 360  | 345  |

| 1921 | 1926 | 1931 | 1936 | 1946 | 1954 | 1962 | 1968 | 1975 |
| ---- | ---- | ---- | ---- | ---- | ---- | ---- | ---- | ---- |
| 318  | 302  | 277  | 266  | 270  | 243  | 230  | 221  | 198  |

| 1982 | 1990 | 1999 | 2006 | 2011 | 2013 | - | - | - |
| ---- | ---- | ---- | ---- | ---- | ---- | - | - | - |
| 160  | 164  | 157  | 168  | 223  | 233  | - | - | - |

## Culture locale et patrimoine

### Lieux et monuments
- Église baroque de Valezan est dédiée à Saint François de Sales. Elle a été édifiée entre 1727et 1730[7].